# 1. Brandenburgisches Konzert
Johann Sebastian Bachs erstes Brandenburgisches Konzert, BWV 1046, ist eine mit Hörnern, Holzbläsern und Streichern ungewöhnlich groß besetzte Komposition, die in der Literatur allgemein als eines von Bachs frühesten konzertanten Werken angesehen wird. Sie ist das erste in einer Sammlung von sechs Konzerten, die Bach im März 1721 unter dem Titel Six Concerts avec plusieurs instruments in Partitur an den Markgrafen Christian Ludwig von Brandenburg-Schwedt sandte.
Aus Anlass der Widmung komponierte Bach die einzelnen Konzerte dieser Sammlung nicht etwa neu, sondern stellte die Partitur aus vorhandenen Werken zusammen. In Besetzung, Umfang und Charakter weisen die Einzelstücke große Unterschiede auf.

## Besetzung
Das erste Brandenburgische Konzert stellt zwei Hörner, vier Holzbläser und Streicher einander gegenüber. Die Partitur fordert:
- zwei Hörner
- drei Oboen
- Fagott
- Violino piccolo (solo)
- Violine 1
- Violine 2
- Viola
- Violoncello
- Violone
- Basso continuo (Cembalo)

Zur Entstehungszeit stand Bach offensichtlich noch nicht die Oboe da caccia zur Verfügung, die er in Leipzig sicher als dritte Oboe eingesetzt hätte. Ein ungewöhnliches Instrument ist dagegen der Violino piccolo: Hier handelt es sich um eine kleine Violine, die eine Terz höher gestimmt ist als üblich und sich so in den Solopassagen besser gegen die anderen Instrumente durchsetzen kann.

## Entstehung und weitere Fassungen
Das Bach-Werke-Verzeichnis (BWV) listet unter Nummer BWV 1046a (früher 1071) eine Frühform, die anstelle des Violino piccolo eine normale Violine verwendet und weder den dritten Satz mit seinen virtuosen Partien noch die Polonaise enthielt. Diese Fassung mit dem Titel Sinfonia dürfte die älteste Konzertkomposition Bachs sein. Es wird vermutet, dass das Werk in dieser Form die Jagdkantate BWV 208 spätestens bei der zweiten der beiden Aufführungen 1713 und 1716 einleitete.
Allerdings haben die Hornpartien der Jagdkantate einen wesentlich kleineren Tonumfang; der Tonumfang der Sinfonia entspricht eher dem der Kantate 143 (Lobe den Herrn, meine Seele), die ebenfalls in dieser Zeit entstand. Es scheint wahrscheinlich, dass die Partien dieser beiden Werke von ausgebildeten Trompetern, möglicherweise sogar in Trompetenhaltung, geblasen wurden.
Der dritte Satz dürfte dann etwa 1719/20 entstanden sein, und zwar zunächst für eine normale Violine. Erst beim Ausschreiben der Partitur als erstes Brandenburgisches Konzert wurde die Partie für Violino piccolo transponiert und um viele der Doppelgriffe ergänzt. Bei dieser Gelegenheit fügte Bach auch die Polonaise hinzu und schrieb eine neue Fassung des zweiten Trios.
In Leipzig verwendete Bach Jahrzehnte später dann den ersten Satz als Einleitungssinfonia für seine Kantate Falsche Welt, dir trau ich nicht! (BWV 52). Ähnlich diente ihm der dritte Satz in seiner weltlichen Kantate BWV 207 Vereinigte Zwietracht der wechselnden Saiten als Basis für den Eingangschor, wobei er den Notentext etwas vereinfachte, einen vierstimmigen Chorsatz hinzufügte und die Hornpartien für drei Trompeten und Pauken umschrieb. In der gleichen Kantate nutzte er auch das zweite Trio als instrumentale Unterbrechung (und bezeichnete es hier als „Ritornello“).

## Musik
Die Komposition hängt an die üblichen drei Sätze noch eine rondoartige Folge von Tänzen an:
- ohne Satzbezeichnung  F-Dur
- Adagio 3/4 d-Moll
- Allegro 6/8 F-Dur
- Menuetto – Trio I – Menuetto – Polacca – Menuetto – Trio II – Menuetto F-Dur

Auch für den heutigen Hörer geben die Hörner dem Konzert noch ein deutliches Jagdkolorit; Bach scheint aber sogar ein bekanntes Jagdsignal zu zitieren.

### Erster Satz
Der erste Satz stellt die Instrumente in Gruppen einander gegenüber: Hörner, Holzbläser und Streicher. Die entsprechenden Passagen lassen meist taktweise zwei Oboen, zwei Violinen und zwei Hörner abwechseln; schnell folgt dann ein bestätigendes Tutti, bei dem auch die dritte Oboe und die Bratsche hinzutreten. In der Literatur wird der Satz üblicherweise als sechsteilig angesehen, wobei der sechste die genaue Wiederholung des ersten Teils ist und der vorletzte zumindest zu Beginn deutlich an den zweiten erinnert. Die Teile haben ähnliche Länge und beginnen alle mit einem Tutti-Abschnitt, dem ein „gegenüberstellender“ Abschnitt folgt, dann wird der Teil in den meisten Fällen wieder mit einem Tutti-Effekt abgeschlossen.

### Zweiter Satz
Das Adagio verzichtet auf die Hörner und entspinnt in weitausgreifenden melodischen Arabesken einen ausdrucksvoll klagenden Zwiegesang der ersten Oboe und der Solovioline. Im ersten Formteil stellen sich die beiden Instrumente einzeln vor, begleitet vom jeweils anderen Chor; der zweite und dritte beginnen als strenger Kanon im Einklang, um die Instrumente dann nach und nach freier zu führen. Alle drei Formteile werden durch das Thema im Continuo abgeschlossen, mit sehr dissonanten Seufzern in den Oberstimmen. Ganz unerwartet und ohne Parallele in Bachs Werk reduziert der Schluss die Einsätze der Gruppen auf Einzelakkorde.

### Dritter Satz
Dieser später eingefügte dritte Satz ist ein virtuoser Konzertsatz, der ganz auf das Solo der Piccolovioline zugeschnitten ist, die sich mit Doppelgriffen gegen die anderen Instrumente durchsetzt. Das Ritornellthema bringt mehrere Motive, die nach und nach vom Solisten und den anderen Instrumenten aufgenommen und gegeneinander gesetzt werden.
Die erste längere Solopassage der Violine wird nach kurzer Zeit durch das Tutti unterstützt und dann durch das erste Horn zum Trio mit Continuo ausgeweitet. Es führt zur Dominante nach C-Dur; das folgende Tutti stellt Streicher und Oboen chorisch einander gegenüber. Die nächste Passage ist ebenfalls ein Trio, in dem dann zur Solovioline die erste Oboe hinzutritt; auch dieser Abschnitt führt wieder in die chorische Gegenüberstellung von Streichern und Oboe, diesmal in a-Moll. Schließlich folgt ein drittes Trio, mit Violino piccolo und erster Violine, hin zu einer Fermate mit ausgeschriebener, kurzer Kadenz. Eine Reprise der ersten Solopassage auf der Subdominante führt dann logisch in die Grundtonart zurück.
Durch Einfügen dieses Satzes nähert Bach die Komposition an die moderne Konzertform an, so dass nun die abschließenden Tanzsätze mehr wie eine unerwartete Zugabe wirken.

### Tanzsätze
Die abschließenden Tänze bilden eine Art Rondoform: Refrainartig tritt ein Menuett auf; seine zwei gleich langen Abschnitte etablieren zunächst – in Imitation von Oberstimme und Bass – deutlich die Taktart, verunklaren sie dann durch wechselnde Akzente, um schließlich in Hemiolen auszuklingen. Dieses Menuett wird insgesamt viermal unverändert vom Tutti gespielt; dazwischen stellt sich jede Instrumentalgruppe noch einmal in einem kleinen Satz alleine vor – ein Einsatz der Instrumente als homogene Gruppen, wie ihn Bach auch etwa in seinen Orchestersuiten anwendet.
Trio I ist das „klassische“, durch Lully eingeführte Trio für zwei Oboen und Fagott. Nach der Reprise des Menuetts folgt eine Polonaise für die Streicher – eine ganz oberstimmenbetonte Melodie der ersten Geige, gestützt durch ein zartes Pulsieren der übrigen Streicher. Die Vorschrift piano und die langen Orgelpunkte geben dem Satz einen fremdartigen, wie weit entfernt klingenden Charakter – erst kurz vor Ende des zweiten Teils unterbricht plötzlich ein forte-Galopp die zarte Stimmung. Vor dem abschließenden Menuetteinsatz bringt Trio II noch eine übermütig lärmende Gavotte der Hörner mit begleitenden Oboen.